# St. Martin (Wrisbergholzen)

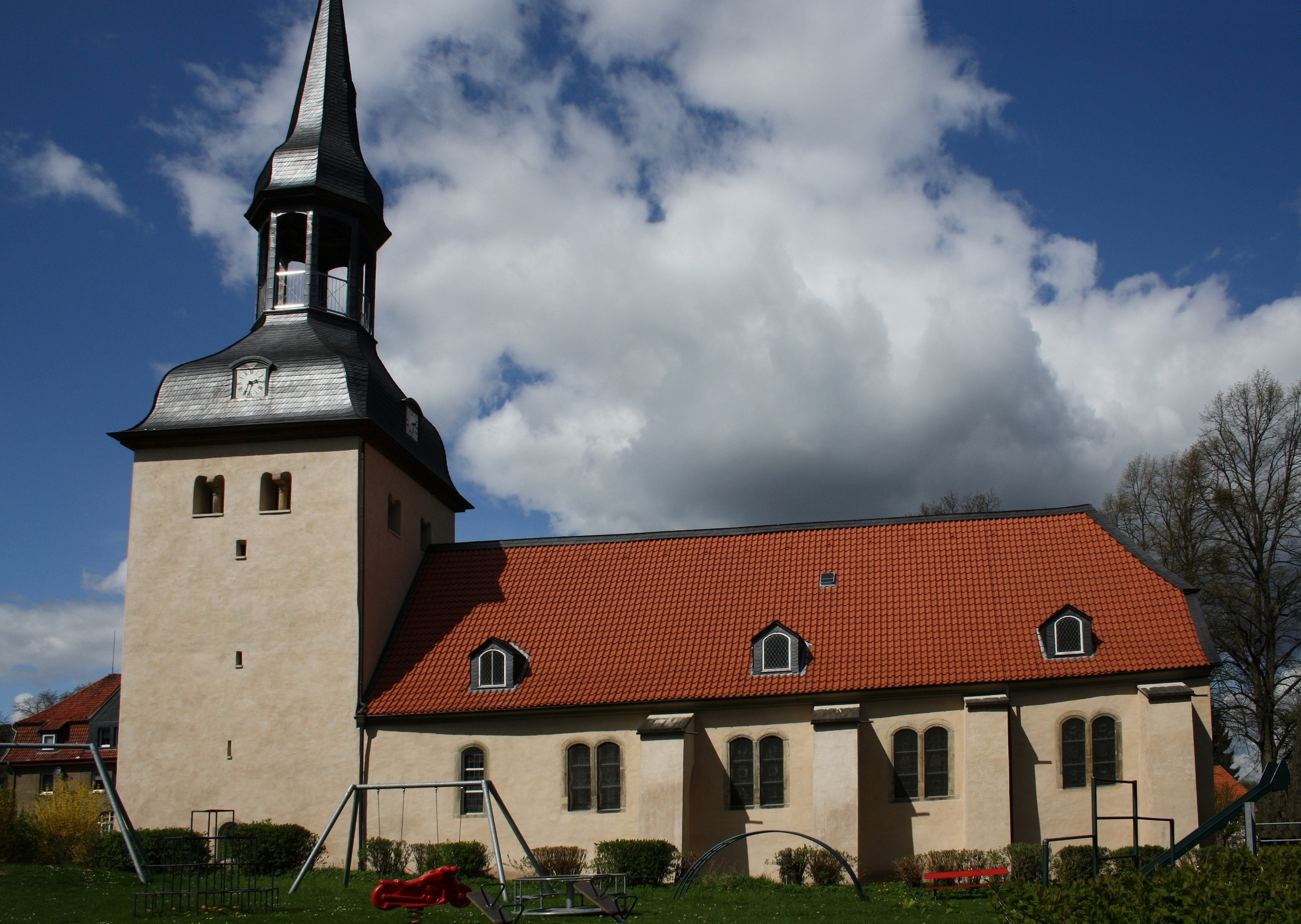
St. Martin

Die evangelisch-lutherische, Kirche St. Martin steht in Wrisbergholzen, einem Ortsteil der Gemeinde Sibbesse im Landkreis Hildesheim in Niedersachsen. Sie steht unter Denkmalschutz. Die Kirchengemeinde gehört zur Martin-Luther-Kirchengemeinde in Adenstedt im Kirchenkreis Hildesheimer Land-Alfeld im Sprengel Hildesheim-Göttingen der Evangelisch-lutherischen Landeskirche Hannovers.

## Geschichte
Die ursprünglich frühromanische Kirche weist durch ihr St.-Martins-Patrozinium in die Zeit der fränkischen Sachsen-Mission zurück. In einer alten Akte im Archiv von Schloss Wrisbergholzen ist urkundlich belegt, dass Bischof Godehard von Hildesheim eine Kirche errichten ließ, die am 21. März 1029 dem Heiligen Benedikt geweiht wurde. Erst zu einem späteren Zeitpunkt wurde sie dem Heiligen Martin gewidmet.

## Beschreibung

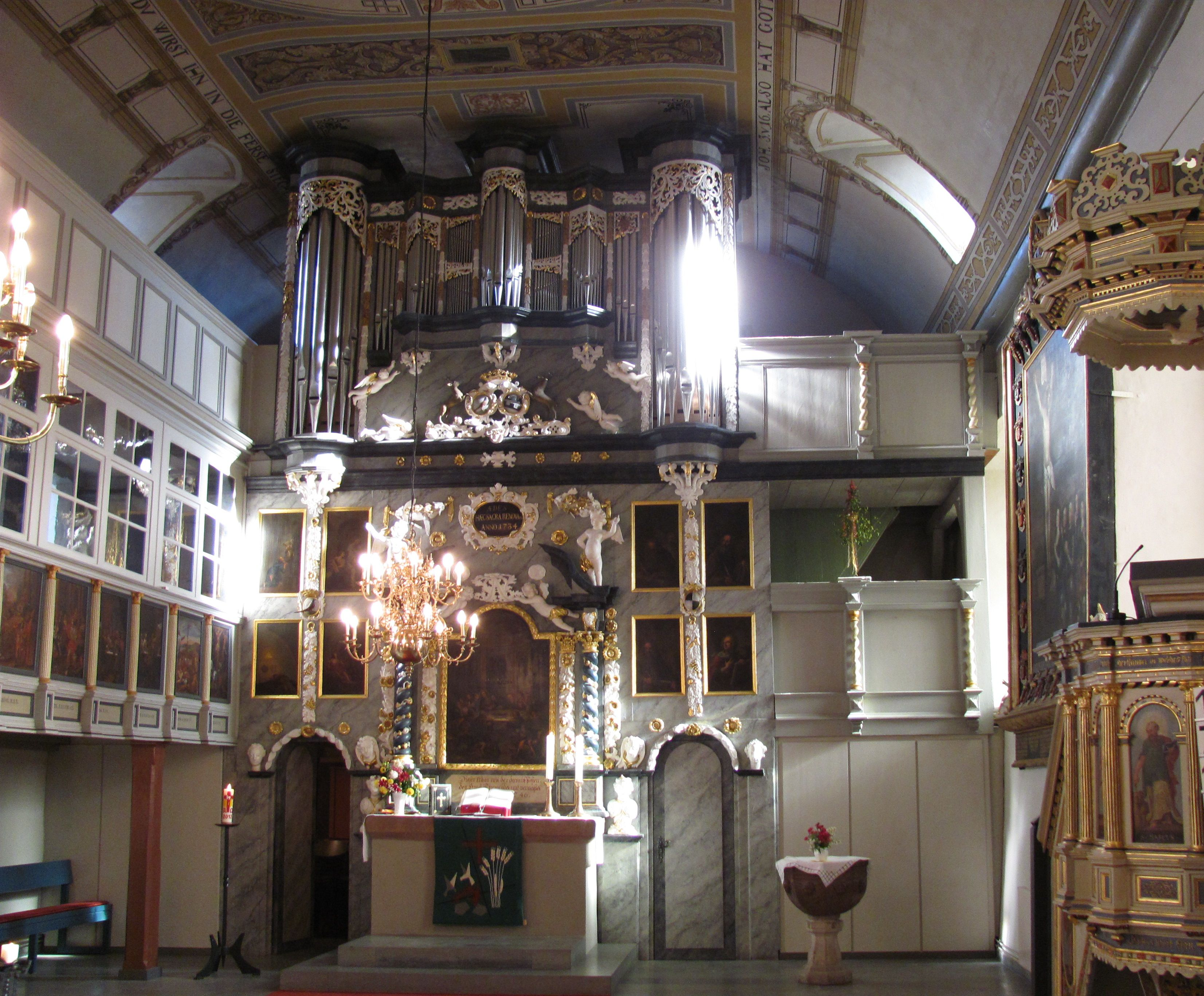
Das Kirchenschiff von innen, Blick auf den Altar und die Orgel

Das jetzige Kirchenschiff wurde 1605 nach Osten an den Kirchturm der um 1200 entstandenen Wehrkirche angebaut. Der quadratische Turm erhielt 1792–94 eine schiefergedeckte, geschweifte Haube, das die Zifferblätter der Turmuhr enthält. Darauf sitzt eine offene Laterne. Im oberen Bereich hat der Turm an jeder Seite je zwei Biforien als Klangarkaden. Die dazwischen liegenden kleinen Säulen haben Würfelkapitelle. Das Foyer im Turm ist mit einem Kreuzgratgewölbe überspannt. Das mit einem Krüppelwalmdach bedeckte Kirchenschiff hat zwischen den Strebepfeilern paarige, segmentbogige Fenster. An der Nordseite befindet sich ein polygonaler Treppenturm. 
Der Innenraum ist mit einer Flachdecke aus Brettern mit Vouten überspannt. Im Westen, Norden und Osten befinden sich doppelgeschossige Emporen, in deren Brüstungen Ölbilder Szenen des Alten und des Neuen Testaments darstellen. Auch der barocke Altar präsentiert Gemälde. Auf der linke Seite sind die Schriftpropheten, auf der rechten Seite die vier Evangelisten zu sehen. In der Mitte über dem Altar ist das Abendmahl Jesu dargestellt. Der Altar wird gekrönt mit der Orgel, die mit 16 Registern, verteilt auf zwei Manuale und ein Pedal, 1734 von Johann Georg Müller, Vater von Johann Conrad Müller gebaut wurde. Die hölzerne Kanzel auf einer achteckigen Säule mit einem Schalldeckel stammt von 1612, das Taufbecken vom Ende des 16. Jahrhunderts. 
Im Turm hängen zwei Bronzeglocken. Die ältere mit dem Ton g’ trägt die Inschrift o rex glorie veni cum pace maria an[n]o d[omi]ni m cccc xl ii („O König der Herrlichkeit, komm mit Frieden. Maria. Im Jahr des Herrn 1442“). Die jüngere mit dem Ton b’ ist eine Patenglocke aus Massel (Masłów, Gmina Trzebnica). Sie wurde 1589 gegossen und kam 1952 nach Wrisbergholzen.